# Tasmanogobius lordi
Tasmanogobius lordi é uma espécie de peixe da família Gobiidae e da ordem Perciformes.

## Morfologia
- Os machos podem atingir 4 cm de comprimento total.[4][5]

## Habitat
É um peixe de clima temperado e demersal.

## Distribuição geográfica
É encontrado em: Tasmânia (Austrália).

## Observações
É inofensivo para os humanos.